# Гнедов, Алексей Трофимович
Алексей Трофимович Гнедов (1912—1987) — партийный деятель, председатель Смоленского облисполкома (1956—1969).

## Биография
Алексей Гнедов родился 15 октября 1912 года в деревне Сумароково (ныне — Новодугинский район Смоленской области). После окончания педагогического техникума в 1930 году работал учителем начальной, средней школы, затем стал заведующим районо. В годы Великой Отечественной войны был комиссаром партизанского отряда «Народный мститель»..
После освобождения Смоленщины находился на партийной работе. Был первым секретарём ряда райкомов и горкомов Смоленской области. В 1951 году Гнедов окончил Высшую партийную школу при ЦК КПСС. С августа 1952 года работал первым секретарём Смоленского горкома КПСС, с 1954 года — вторым секретарём Смоленского обкома КПСС, а в марте 1956 года был избран председателем Смоленского облисполкома.
С декабря 1962 по март 1965 годов работал председателем Смоленского сельского облисполкома, а после его ликвидации вновь был председателем Смоленского облисполкома. В феврале 1969 года был переведён на должность председателя Смоленского областного комитета народного контроля. Избирался депутатом Верховного Совета РСФСР и делегатом ряда съездов КПСС. С марта 1980 года — на пенсии. Умер 1 апреля 1987 года, похоронен на Братском кладбище Смоленска.
Был награждён орденом Ленина, тремя орденами Трудового Красного Знамени, орденами Отечественной войны 2-й степени и Красной Звезды, рядом медалей.